# Alexander Neumeister
Alexander Neumeister (nacido el 17 de diciembre de 1941) es un diseñador industrial alemán de Berlín. Se ganó el reconocimiento por sus diseños del ICE y Transrapid por los que recibió el Premio Alemán de Diseño. La marca ICE tiene 100% de reconocimiento en Alemania.